# Canadian Record of Science
Canadian Record of Science (abreviado Canad. Rec. Sci.) fue una revista con ilustraciones y descripciones botánicas que fue editada en Montreal, publicándose 9 números desde 1885 hasta 1916 (suspendida en 1905-1913), con el nombre de Canadian Record of Science, Including Proceedings of the Natural History Society of Montreal. Fue precedida por Canadian Record of Natural History and Geology. 